# Святой Себастьян (картина Перуджино)
«Святой Себастьян» — картина итальянского художника эпохи Раннего Возрождения Пьетро Перуджино из собрания Государственного Эрмитажа.
Картина является погрудным портретом раннехристианского святого Себастьяна, пронзённого стрелами по приказу римского императора Диоклетиана. На стреле, застрявшей в шее, имеется подпись художника на латыни: «PETRUS PERUSINUS. PINXIT» (Петрус Перузинус писал), сделанная золотой краской.
Ведущий научный сотрудник отдела западноевропейского искусства Эрмитажа Т. К. Кустодиева, описывая картину, отмечала:

Особое внимание художник сосредоточил на лице Себастьяна. Это характерный, раз навсегда избранный мастером тип лица и его выражение: миловидные правильные черты, некоторая женственность образа, большие, томные глаза, пушистые кудри, рассыпанные по плечам. Одна-единственная стрела, использованная с чисто умбрийской склонностью к декоративности, указывает на то, о каком святом идёт речь.

Вероятнее всего картина выполнена Перуджино в 1493—1494 годах и является дальнейшим развитием образа Святого Себастьяна, по сравнению с его же картиной 1490 года (ныне в Стокгольме в Национальном музее Швеции). Остановившись на этом образе, Перуджино в дальнейшем неоднократно обращался к нему и использовал в различных работах как посвящённых исключительно Святому Себастьяну, так и в многофигурных композициях.
Из многочисленных работ Перуджино наиболее близки к эрмитажной картина «Мадонна с младенцем между Святыми Иоанном Крестителем и Себастьяном» из галереи Уффици и одноимённая картина из коллекции Лувра. В отличие от многих других работ эрмитажная картина является единственной, где лицо и тело главного персонажа как бы выступает из тьмы к зрителю, во всех остальных работах Св. Себастьян запечатлён на светлом фоне.
Картина находилась в собрании князей Волконских в Риме, затем была продана в коллекцию маркизы Н. В. Кампанари, откуда в 1910 году по инициативе Э. К. Липгарда была выкуплена для Эрмитажа. Выставляется в Большом (Старом) Эрмитаже в зале 213.
Другие сохранившиеся работы Перуджино со Святым Себастьяном:
- Св. Себастьян среди Святых Роха и Петра. 1478. Фреска в церкви Св. Марии в Маршано.
- Святой Себастьян. Ок. 1490. Национальный музей Швеции, Стокгольм.
- Мадонна с младенцем между Святыми Иоанном Крестителем и Себастьяном. 1493. Галерея Уффици, Флоренция.
- Святой Себастьян. 1495. Лувр, Париж.
- Св. Себастьян на картине «Алтарь Тези». Ок. 1500. Национальная галерея Умбрии, Перуджа.
- Мученичество Св. Себастьяна. 1505. Фреска в церкви Св. Себастьяна в Паникале.